# アントニオ・キメンティ

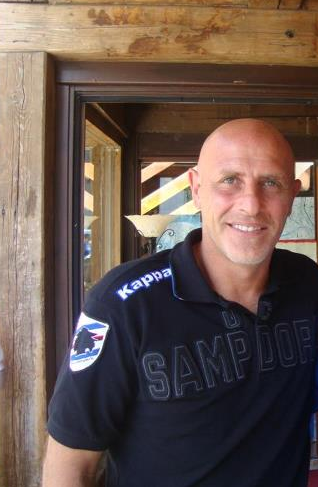
アントニオ・キメンティ

アントニオ・キメンティ(Antonio Chimenti, 1970年6月30日 - ） は、イタリア・プッリャ州バーリ出身の元サッカー選手、現サッカー指導者。現役時代のポジションはGK。

## 経歴

### クラブ
サンベネデッテーゼ・カルチョのユース出身。トップチームでは出場機会に恵まれず、レンタルで経験を積んだ。
1993年より所属したサレルニターナ・スポルトではポジションを掴み、セリエC1優勝ならびにセリエB昇格に貢献した。この活躍がASローマのフランコ・センシ会長の目に留まり、1997年に同クラブへ移籍した。
ローマではミヒャエル・コンゼルとのポジション争いになり、1年目は8試合の出場に留まったが、2年目は24試合に出場した。しかし、ポジションを固めるには至らなかった。
1999年、セリエAに復帰したUSレッチェへ移籍。2年連続での残留に寄与したが、2001-02シーズンは16位に終わりセリエBに降格した。
2002年、ユヴェントスFCに移籍。ジャンルイジ・ブッフォンの控えを務めた。2005年はブッフォンが負傷し離脱したが、ACミランからクリスティアン・アッビアーティが加入したため出場機会には恵まれなかった。
出場機会を得るために2006年1月2日にカリアリ・カルチョへ移籍。アンドレア・カンパニョーロとファビアン・カリーニを抑えてポジションを獲得し、21試合に出場した。しかし、翌年はマルコ・フォルティンにポジションを譲る試合が増えた。
2007年6月29日、ウディネーゼ・カルチョへ移籍。レンタル修行から復帰したサミール・ハンダノヴィッチがモルガン・デ・サンクティスの後継者としてポジションを確保したため、控えとしての扱いだったがチームをサポートした。
2008年7月19日、エマヌエレ・ベラルディと交換する形で1年半ぶりにユヴェントスに復帰した。しかし、アレクサンダー・マンニンガーが同時期に加入したため第3GKに降格。初年度はブッフォンが負傷で離れる時期が多かったが、マンニンガーが代役として起用されたため出場機会がなかった。翌年にブッフォンは左膝を手術した際も、代役にはマンニンガーが起用されたため出場機会には乏しかった。
シーズン終了後に現役引退を表明した。

### 現役引退後
2012年7月2日、ユヴェントス時代の同僚であるチロ・フェラーラがUCサンプドリアの監督に就任することに伴いGKコーチとして招聘された。
2014年より、かつてローマで共にプレーしたルイジ・ディ・ビアジョ率いるU-21イタリア代表のGKコーチに就任することが発表された。

## エピソード
- 父親のフランチェスコ（イタリア語版）と叔父のヴィト（イタリア語版）も元サッカー選手。自身は2女の父でもある。
- 2010年3月21日のUCサンプドリア戦でアントニオ・カッサーノに決勝点を決められ0-1で敗れると、試合後に控え室のテーブルを叩きつけ手を骨折するという事件を起こした[3]。当時はブッフォンとマンニンガーが共に離脱しておりトップチームのGKが全員負傷という事態に陥ったが、両者はその後すぐに復帰したため大事には至らなかった。

## タイトル
ユヴェントス
- セリエA : 2002-03
- スーペルコッパ・イタリアーナ : 2002, 2003